# トロイ (ニューヨーク州)

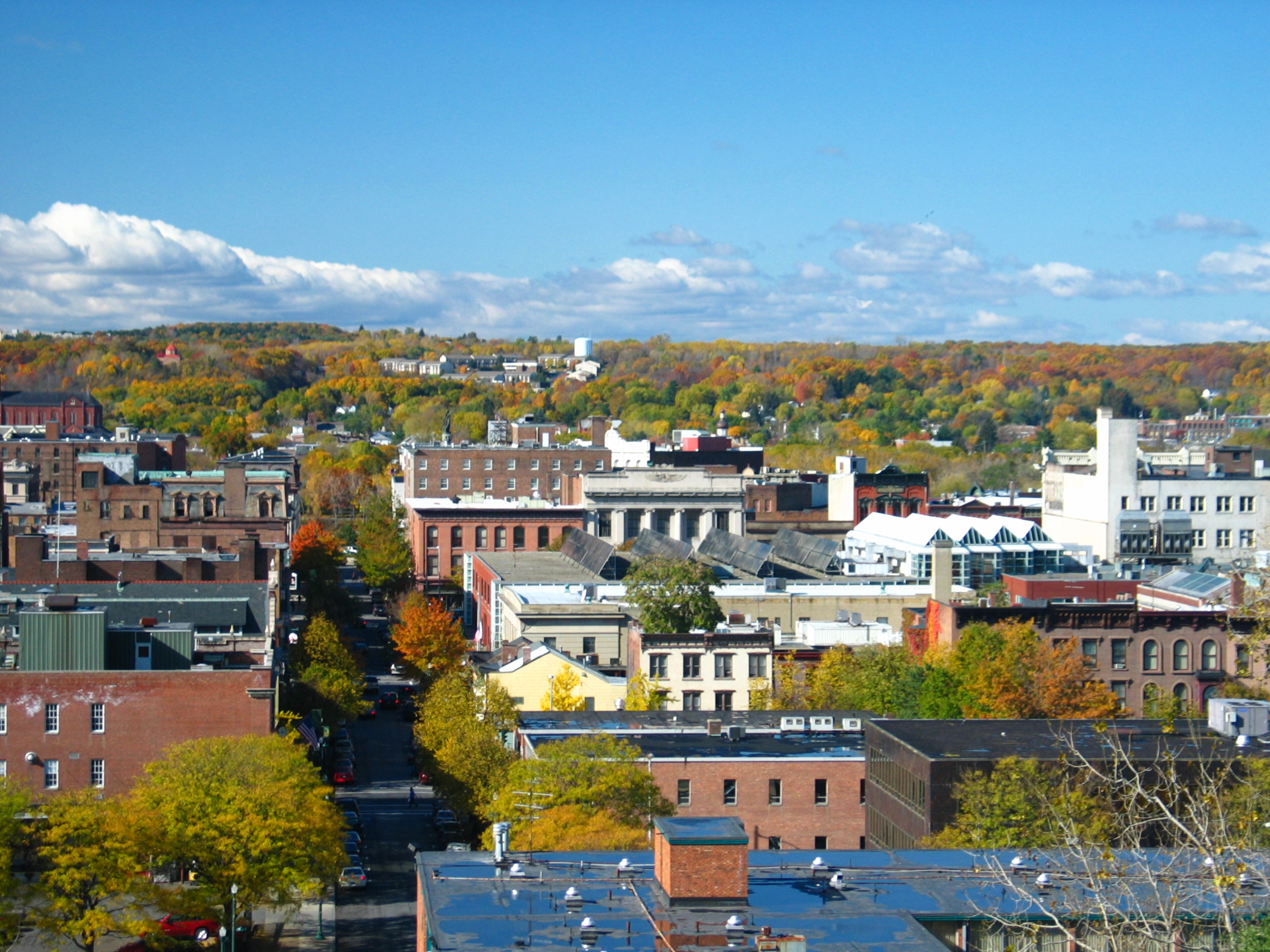
トロイ市内

トロイ（英語:Troy）は、アメリカ合衆国ニューヨーク州にある都市。
レンセリア郡の郡庁が立地する。人口は5万1401人（2020年）。トロイはアメリカ合衆国を表す、アンクル・サムの起源と言われた人物、サミュエル・ウィルソンの出身地として知られる。レンセラー工科大学のある学園都市。

## 概略
トロイ市が位置する場所は元々、1629年にオランダ人商人のヴァン・レンセリアに付与された土地の一部であった。1789年にイリオス（別名トロイ）にちなんでトロイの名称が採択され、1801年に村が設立、1816年に市へと昇格した。シラキュース、ローム、ユーティカ、イサカなど、アメリカ独立戦争後はニューヨーク州で古典的な名称が都市につけられる傾向にあった。
米英戦争時に必要とされた物資は、このトロイを通って輸送されていた。サミュエル・ウィルソンという名の精肉業者も軍に物資を納入しており、納入した肉の樽に「U.S. (United States)」の焼印を押していたが、これを見た兵士たちがこれを納入したアンクル・サム (Uncle Sam) の略だとしたのが、現在もアメリカ合衆国を表す際に用いられるアンクル・サムの起源となったのではないかという説がある。